# 机甲

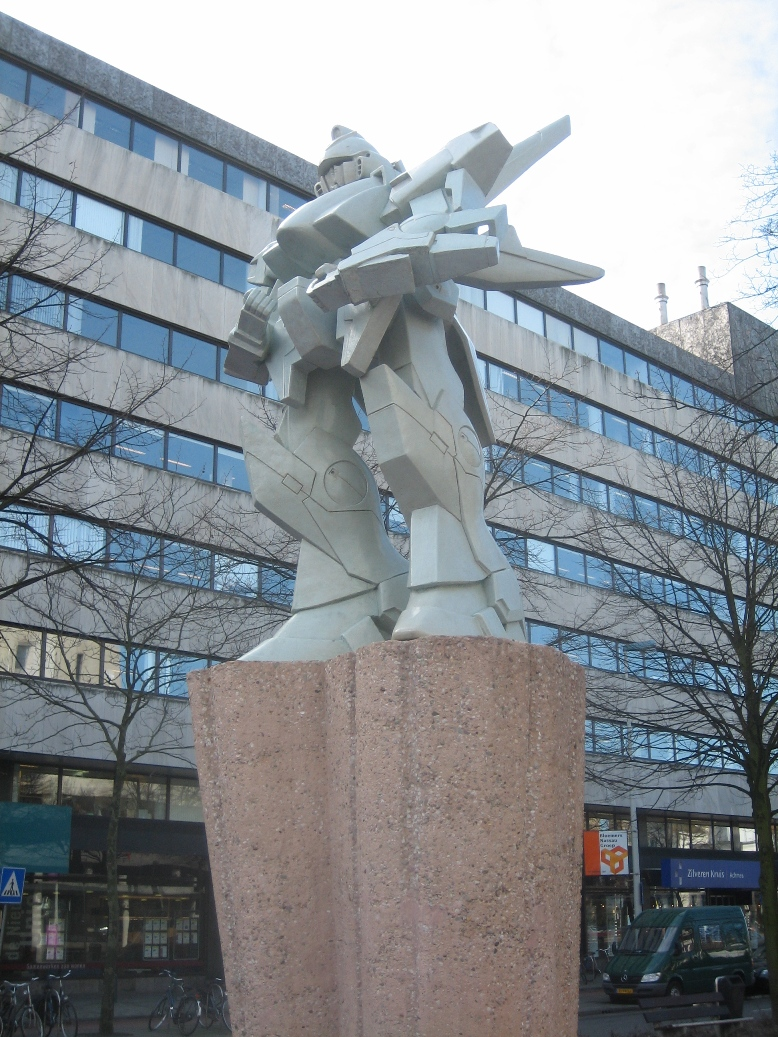
機甲的雕像

机甲（日语：メカ，羅馬化：meka，源自／或／）即机动装甲，大型战争机器人。一般出现在科幻或超现实的影视(機器人動畫等)、游戏和小说文体中。属于中大型有人操作类兵器，他们多采用驾驶员直接操作或者远程信息连接，通过智能化或具有一定的AI智能系统控制机体执行军事意图。使得这个名词推广开的是日本动漫，第一部出现驾驶式机甲的作品是永井豪的《魔神Z》

## 机甲属性
使用相对能源，高机动性以及通过加载（挂载）装甲和武器称为机甲，属于机器人的衍生；主用于军事用途，少量用于教学以及装备展示。外形会根据不同的用途有所差异。大致为侦查、突袭、爆破、支援与运输。并且会根据实际情况搭载高能燃料推进器和伤害更高或伤害面积更大的武器。

## 属性详解
机甲并非影视作品和游戏中的人形形态兵器，会根据地形和战场的复杂化，外形和武器的差异非常大。
机甲属于军用兵器，包含自身的计算机辅助系统，并且有一套或多套备用系统，防止系统瘫痪和数字病毒的攻击。并且系统会与远程中央控制台连接，连接内容包括当前战场情况分布，敌人的数据采集，还有中央控制台下达的各种命令等等，并且可以在驾驶员异常的情况下，让机甲完成简单的指令。
另外工程辅助机器人不属于机甲，虽然它在也有军事用途。